# Abundius a Irenej
Abundius a Irenej (? - 258?) byli římští mučedníci zavražděni během pronásledování křesťanů za vlády císaře Valeriána. Jejich svátek v římské martyrologii se slaví 26. srpna. Abundius je uctíván také v Augsburgu a Orvietu.

## Životopis
Abundius byl oddaným křesťanem Říma, Irenej byl správcem kanalizace. Společně pohřbili tělo svaté Konkordie, Hippolytovy sestry. Když městskému prefektovi Valerianovi řekla, že je křesťankou, byla ubita k smrti a její tělo bylo vhozeno do kanalizace. Správce kanalizací Irenej její tělo v kanalizaci našel a za pomoci Abundia ho dopravil Justinovi, který ji 25. srpna pohřbil na hřbitově Ager Veranus. Její smrt se však připomíná 22. února v Martyrologium Hieronymianum s odkazem na to, že byla pohřbena na hřbitově svatého Vavřince na Via Tiburtina.
Za pohřbení Konkordie byli Abundius a Irenej nahlášeni prefektovi a na příkaz Valeriána 26. srpna vhozeni do kanalizace a utopení. Jejich těla našel a pohřbil Justinus na hřbitově Santa Ciriaca.
Jejich příběh je součástí cyklu příběhů Vavřince a Hippolyta a je obecně považován za nedůvěryhodný.
Svátek obou světců Abundius a Irenej se podle Martyrologium Hieronymianum slaví 26. srpna.